# Mehdi Ben Dhifallah
Mehdi Ben Dhifallah (Nabeul, 6 de maio de 1983) é um futebolista profissional tunisiano que atua como atacante.

## Carreira
Mehdi Ben Dhifallah representou o elenco da Seleção Tunisiana de Futebol no Campeonato Africano das Nações de 2008.